# Ādolfs Alunāns
Ādolfs Pēteris Jūlijs Alunāns, né le 11 octobre 1848 à Jelgava et mort le 5 juillet 1912 dans la même ville, est un acteur, metteur en scène et dramaturge de l'Empire russe, surnommé « père de théâtre letton »,. Son nom est donné au Théâtre de Jelgava fondé en 1956,. Le musée de l'artiste est inauguré à Jelgava en 1968, pour son 120e anniversaire.

## Biographie
Ādolfs Alunāns nait à Jelgava, dans la famille de sept enfants de Pēteris et Otīlija Alunāns. Son oncle paternel Juris Alunāns est un poète et linguiste renommé. Après les études au gymnasium allemand Jacob Kettler, il poursuit la carrière d'acteur dans les troupes germanophones des théâtres de Tartu, Revala, Narva et Saint-Pétersbourg de 1866 à 1970. Connaissant bien le répertoire russe et allemand il aspire à en faciliter l'accès au public letton, ainsi qu'à enrichir d’œuvres originales la scène nationale. Son article Un mot à propos du théâtre (Kāds vārds par teāteri), paru en 1869 dans la revue Baltijas Vēstnesis, est une première analyse de l'art de théâtre en langue lettonne. La même année, à l'occasion de la pose de la première pierre du bâtiment de l'Association des lettons de Riga, Alunāns organise la représentation de sa pièce Mal dégrossi (Paša audzināts), première œuvre originale de ce genre en letton.
Dans les années 1870-1880, l'artiste vit à Riga, où il dirige de 1870 à 1885 le théâtre de l'Association des lettons, puis, y forme la première troupe d'acteurs lettons. Ses adaptations comptent les pièces des auteurs allemands qu'il traduit et celles qu'il écrit lui-même. Il est l'auteur de vingt-deux pièces de théâtre dont trois sont destinées au jeune public. Il compose aussi une opérette Tonnelier et Tonnelière (Mucenieks un muceniece) en 1872. Il publie toute sorte d'articles sur l'art dramatique dans les journaux Mājas Viesis, Baltijas Vēstnesis et Rota dont le nombre approche d'un millier. En 1885, il quitte son poste au théâtre de Riga à la suite des désaccords avec l'administration et fonde en 1904 sa propre troupe à Jelgava, qui sera connu comme le premier Théâtre de Ādolfs Alunāns.
À côté de son travail de dramaturge Alunāns écrit environ 400 œuvres humoristiques en vers et en prose, qui sont regroupées dans les recueils Nātras (1880), Līksmības avots (1889) et Dunduri (1906). Il est également l'auteur de deux livres consacrés à l'histoire du théâtre et d'une auto-biographie. Une grande popularité lui apporte son Calendrier du Joker (Zobgala Kalendārs) (1892-1912) qu'il enrichit de poésies, d'histoires humoristiques et de caricatures. Un exemplaire de ce calendrier ayant connu de nombreuses rééditions est conservé dans la collection de la bibliothèque scientifique de Liepāja.
L'artiste meurt le 5 juillet 1912 à Jelgava où il est inhumé au cimetière Jāņa kapi (aujourd'hui parc d'Alunāns). En 1913, un monument est érigé sur sa sépulture. Volé à deux reprises du temps de la Lettonie indépendante, le bas-relief de bronze exécuté par le sculpteur Burkards Dzenis, est retrouvé les deux fois par la police dans un dépôt de ferraille,.

## Vie privée
- Parents : Pēteris et Otīlija Alunāns
- Frères : Indriķis, Teodors, Nikolajs
- Sœurs : Marija, Luīze, Hedviga
- Épouses : Karolīne Klau, Angelika Buhta
- Enfants : Artūrs, Marija, Pēteris, Kolmārs, Elza, Zuzanna, Paula, Valda Valeska, Emīlija, Oļģerts

### Dramaturgie
- Pašu audzināts (1869)
- Priekos un bēdās (1871)
- Mucenieks un muceniece (1872)
- Icigs Mozes (1874)
- Skolotāja tupeles (1875) - pièce pour enfants
- Džons Neilands (1881)
- Mucā audzis (1882) - pièce pour enfants
- Brencis un Žvingulis Austrālijā (1883) - pièce pour enfants
- Kas tie tādi, kas dziedāja (1888)
- Lielpils pagasta vecākie (1888)
- Seši mazi bundzenieki (1889)
- Visi mani radi raud (1891)
- Pārticībā un nabadzībā (1893)
- Mūsu senči (1905)
- Draudzes bazārs (1911)

### Biographies
- Ievērojami latvieši (1-2, 1887-1890)
- Jura Alunāna dzīve (1910)
- Atmiņas par latviešu teātra izcelšanos (paru en 1924)

### Recueils et ouvrages satiriques
- Nātras (1880)
- Līksmības avots (1889)
- Dunduri (1906)
- Īstais tautas kalendārs (1882–1883)
- Zobgala Kalendārs (The Joker’s Calendar) (1892-1912)